# Rieten rok

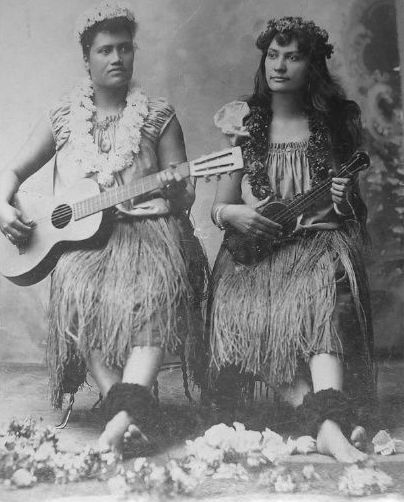
Kini Kapahu Wilson en een mede-huladanser dragen rieten rokken op de World's Columbian Exposition in Chicago in 1893

Een rieten rok is een kostuum en kledingstuk gemaakt van plantaardige vezels zoals lagen gras, dat aan de taille wordt vastgemaakt.

## Hawaï
Rieten rokken werden waarschijnlijk in de jaren 1870 tot 1880 door immigranten uit de Gilbert-eilanden op Hawaï geïntroduceerd hoewel hun oorsprong ook aan Samoa wordt toegeschreven. Volgens DeSoto Brown, historicus bij het Bishop Museum in Honolulu, is het waarschijnlijk dat Hawaïaanse dansers ze begonnen te dragen tijdens hun optredens in het vaudevillecircuit op het vasteland van de Verenigde Staten. De rieten rokken waren praktischer voor de reizen dan de traditionele rokken van bast, omdat het riet gedroogd was en daardoor makkelijker mee te nemen op hun reizen. Traditionele Hawaïaanse rokken werden vaak gemaakt van verse ti-bladeren van de plant cordyline fruticosa, die in de Verenigde Staten niet groeide, of van een stof gemaakt van de bast van de papiermoerbei, kapa.
De traditionele klederdracht die wordt gedragen tijdens de Hawaïaanse dans hula kahiko bestaat uit rokken voor vrouwen en mannen, of voor mannen een malo, een lendendoek. Zowel mannen als vrouwen droegen tijdens de traditionele dans geen bovenkleding en dansten dus topless. In de jaren 1880 werd de modernere hula 'auana-variant ontwikkeld, onder invloed van de westerse missionarissen en immigranten die naar de eilanden kwamen. De nieuwe dans had een minder sensueel en meer harmonieus ritme, en de kostuums voor de hula 'auana  waren meer westers aandoende kledingstukken. Men droeg jurken of rokken met een top van stof voor vrouwen en broeken voor mannen, vaak nog wel gecombineerd met een lei-krans of een enkelsieraad. Het gebruik van de rieten rok werd groot gepresenteerd op de Wereldtentoonstelling van 1893 in Chicago, waar Hawaïaanse hula-dansers inspeelden op Amerikaanse stereotypen door het kostuum te dragen.
Vanaf het einde van de 19e eeuw tot aan de Tweede Wereldoorlog werden de rieten rokken uit Polynesië gezien als een ‘krachtig symbool van de seksualiteit van de Zuidzee’. Het eilandleven was geromantiseerd door de verhalen in de boeken van onder andere Herman Melville, Pierre Loti, Mark Twain en Robert Louis Stevenson en in het Pacifische gebied waren de rieten rokken gewilde souvenirs voor militairen uit het buitenland. Aan het einde van de oorlog keerden veel zeelieden terug van hun dienst in de Stille Oceaan, waar men onder andere gelegerd was geweest op de in Hawaï gesitueerde Amerikaanse marinebasis Pearl Harbor. De Polynesische cultuur werd bekender in de Verenigde Staten door onder andere James A. Micheners roman Tales of the South Pacific en de daaropvolgende musical- en filmbewerking, en door de film Don the Beachcomber die in Hollywood in première ging. De oorlog had bijgedragen aan het ontstaan van een nationale belangstelling voor Polynesisch eten en decor. De tikicultuur bleef bestaan, aangewakkerd door toetreding van de staat Hawaï bij de Verenigde Staten in 1959 en de opening door Disney van de Enchanted Tiki Room in 1963, evenals door populaire films en televisieshows zoals Hawaiian Eye in 1959 en Elvis Presley's Blue Hawaii in 1961.

## Andere eilanden in het Pacifisch gebied
In de Melanesische cultuur van Fiji droegen zowel vrouwen als mannen traditioneel rokken, de zogenoemde liku gemaakt van hibiscus- of wortelvezels en gras. In de Micronesische cultuur van Nauru bestaat de traditionele kledij van zowel mannen als vrouwen uit een ridi, een volumineuze rok die bestaat uit dunne stroken pandanuspalmblad die zowel kort, knie- als voetlang kunnen zijn. In het Polynesische Tonga wordt de rieten rok een sisi pueka genoemd, die werd gedragen bij dansvoorstellingen.

## Nieuw-Zeeland
In de Nieuw-Zeelandse Māoricultuur bestaat een rokachtig kledingstuk dat is gemaakt van talrijke strengen bewerkte vlasvezels, geweven of gevlochten, bekend als een piupiu, die wordt gedragen tijdens de kapa haka, een haka-vorm en culturele dans van de Maori.

## Bissagoseilanden bij Guinee-Bissau in Afrika
De Bissagoseilanden zijn een groep eilanden in de Atlantische Oceaan bij Guinee-Bissau in West-Afrika. Ook hier horen rieten rokken bij de traditionele kledij van de Bidjogo.

## Galerij

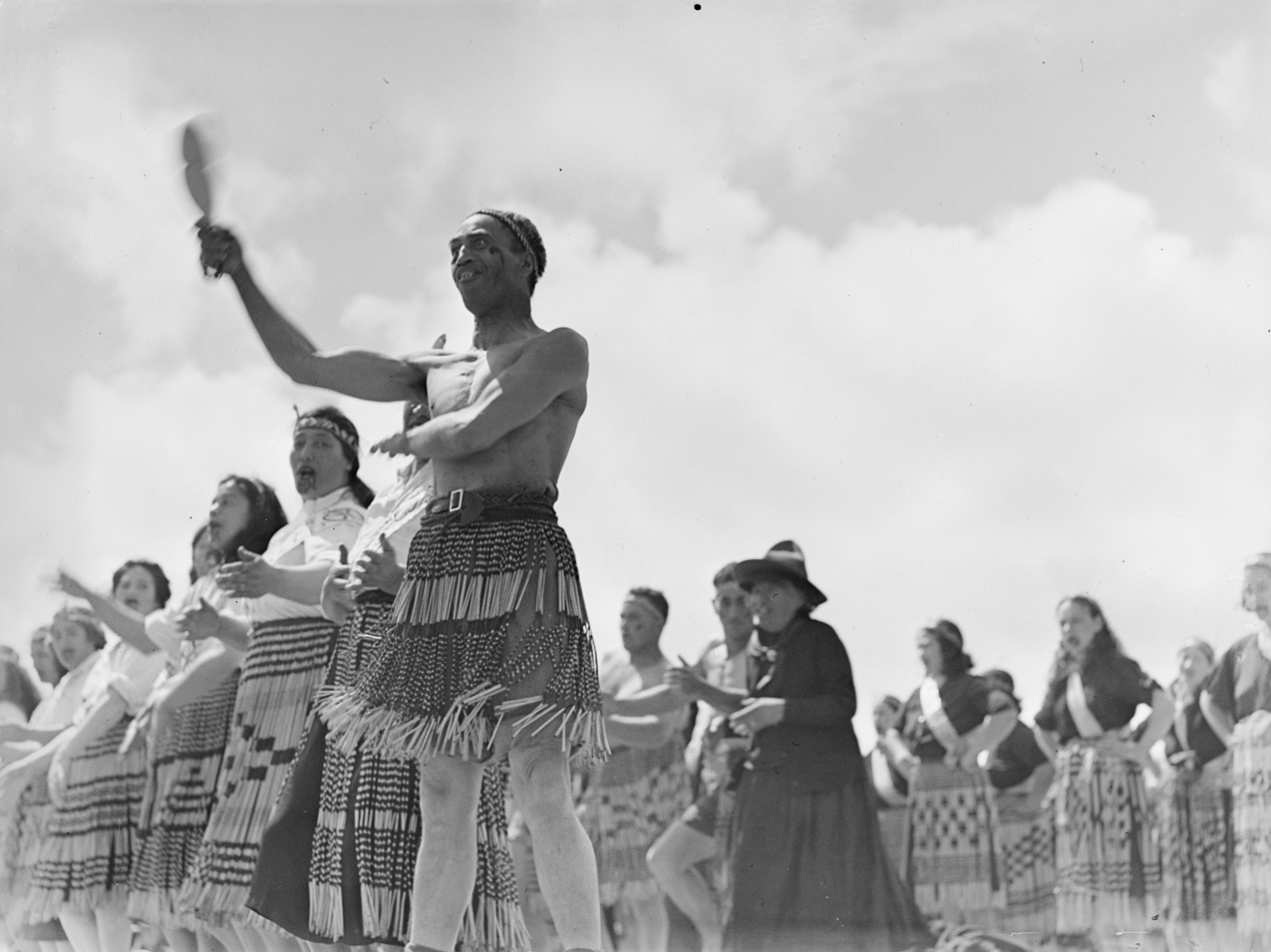
Voorstelling van de Maori in piupiu, circa 1943
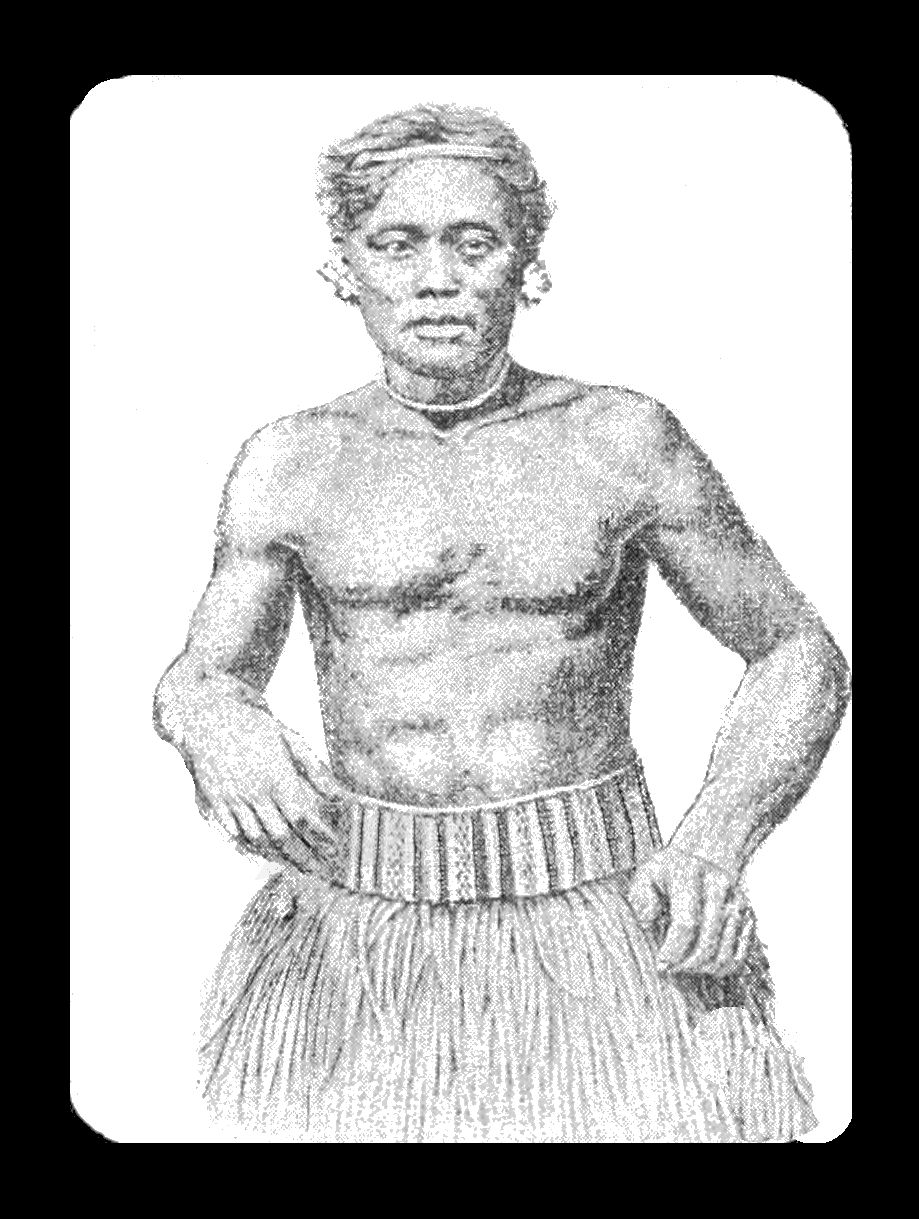
Eilandbewoner uit de Zuidzee met een liku
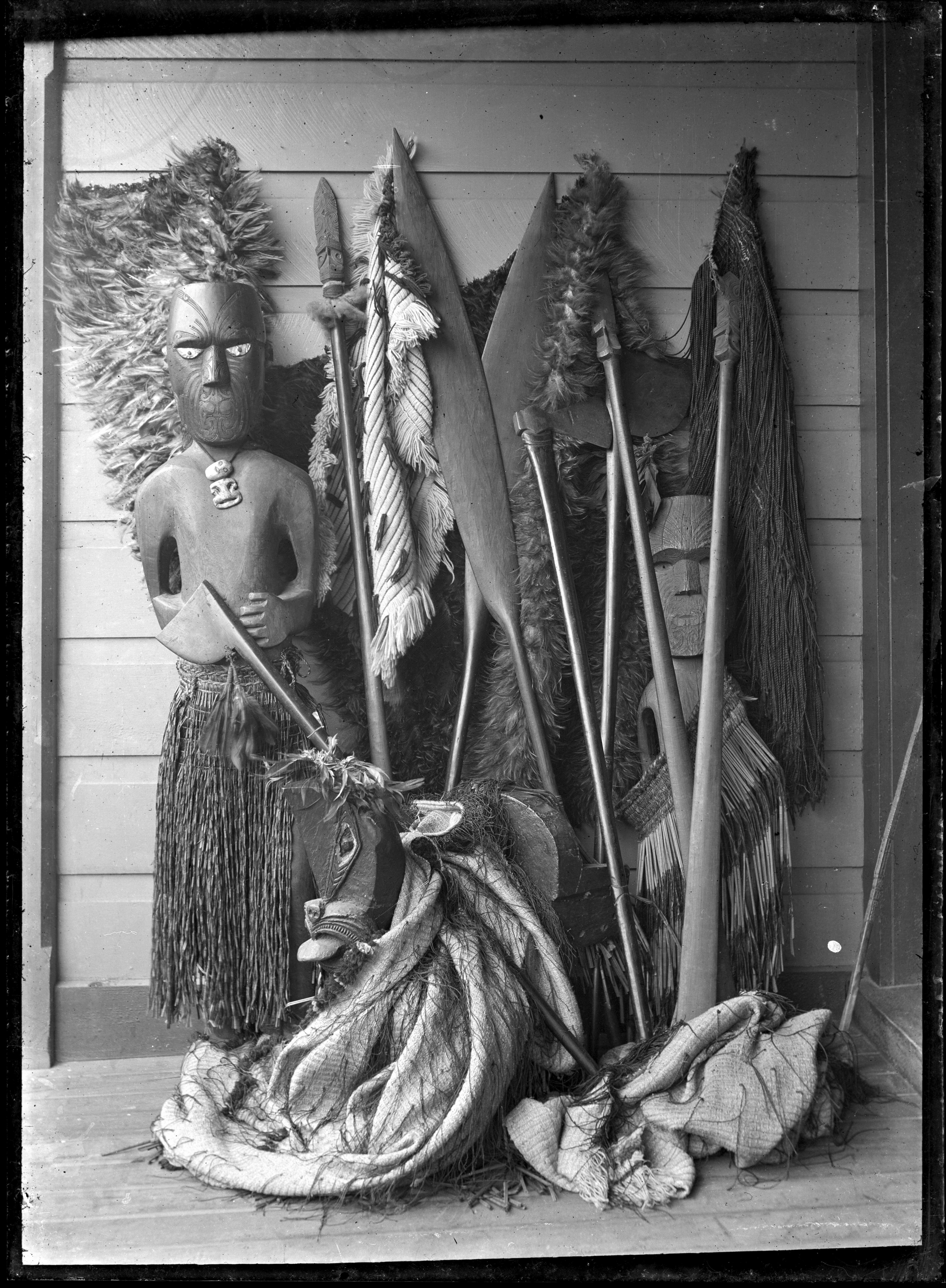
Traditioneel Māori-beeldje van houtsnijwerk met pāua-schelpogen, een piupiu (een vlasgewaad dat om het middel wordt gedragen) en een tiki. Daarnaast worden wapens en mantels tentoongesteld. Foto genomen door Albert Percy Godber rond 1900
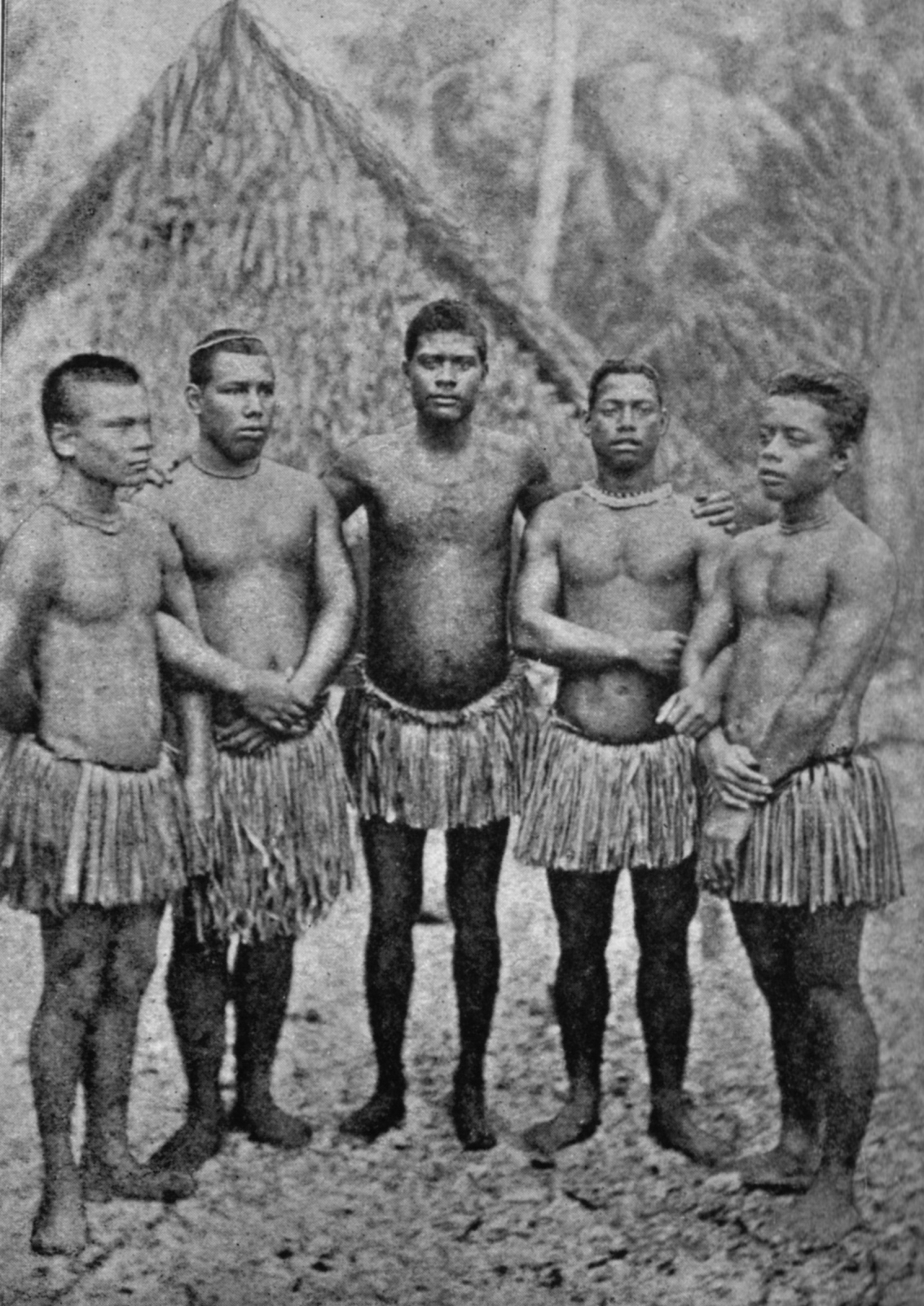
Mannen van het eiland Nauru in traditionele korte rieten rokken: de ridi, circa 1914